# لا كارلوتا
لا كارلوتا (بالإنجليزية: La Carlota, Negros Occidental) هي مدينة في الفلبين، تتبع نيغروس أوتشيدنتال، بلغ عدد سكانها 64٬469  نسمة، في 15 أغسطس 2015، تبلغ مساحتها 137٫29 كيلومتر مربع، رمزها البريدي هو 6130.

## الموقع
تشترك في الحدود مع:
- Valladolid, Negros Occidental [الإنجليزية]‏.